# 天満橋駅
天満橋駅（てんまばしえき）は、大阪府大阪市中央区にある、京阪電気鉄道・大阪市高速電気軌道 (Osaka Metro) の駅。京阪本線・京阪中之島線・Osaka Metro谷町線の3路線が乗り入れる。駅番号は京阪電気鉄道がKH03、Osaka MetroがT22。

## 概要
旧淀川（大川）に架かる天満橋の南詰に位置する。駅周辺はビジネス街・官公庁街であり、大阪府庁舎の最寄駅である。観光地の大阪城からもほど近い。
元は京阪電車における大阪側の起点駅であり、ターミナル駅時代は地下駅ではなく地上駅であった。1963年に地下鉄御堂筋線に接続するために淀屋橋駅への延伸で地下化及び中間駅となり、淀屋橋駅にターミナルの役割を譲った。地上駅跡地に建設された「大阪マーチャンダイズ・マートビル」（通称：OMMビル）は京阪ホールディングスの本社ビルである。
2008年に新規開業した京阪中之島線は当駅を終点としており、全列車が京阪本線に直通している。現在の利用者数は京橋駅や淀屋橋駅を下回っている。

## 歴史

### 起点の駅として

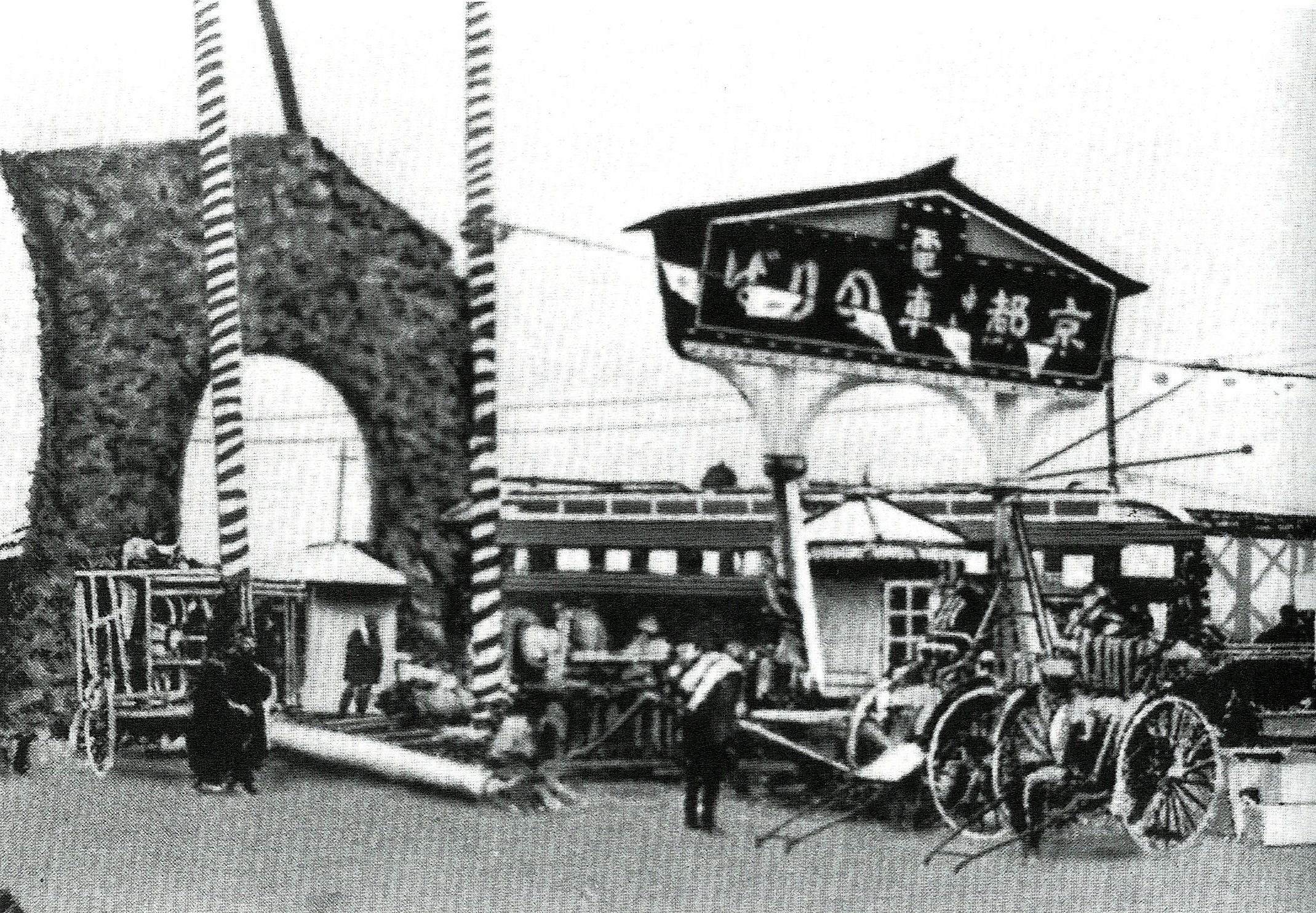
元々京阪天満橋駅、明治43年。

1910年、京阪電鉄の開業に伴い大阪側の起点として設置された駅である。当初は現在の北浜駅寄りの高麗橋付近に起点を置く計画であったが、大阪市電との絡みもあり計画より京都寄りの当駅が起点となった。開業当初の駅は電停と変わりのない簡素な物であったが、大正時代にホームの高床化・駅舎の新築が行われ、3面4線の櫛形ホームとなった。昭和初期に行われた寝屋川改修工事（大川への合流部の付け替え工事）の際に旧河道埋立地の払い下げを受けて、1932年には3代目駅舎が造られた。この駅舎は櫛型4面6線の旅客用ホームに貨物用ホーム1面1線を加えた構造で、現 OMMビル中央付近に南北に地下道があり、これを境に各ホームの東側を降車ホーム、西側を乗車ホームとして、完全な乗降分離を行なっていた。地下道の南端は土佐堀通北側歩道下にあたるが、この地下道南端に降車用改札口があり、各降車ホームからの乗客は地下道改札口を経て大阪市電・バスに乗り換えていた。現在もOMMビルの東側には京阪東口と称する交差点やバス停が残っているが、これらはこの降車用改札口に由来しており、ここから天満橋交差点北東角の乗車口までの土佐堀通北側には名店街もあった。
乗車口の南側には1/4円形敷地の駅本屋、北側には3階建の京阪デパート天満橋店があった（1933年開店）。駅本屋には大形庇があり、戦後はひらかた大菊人形などの各種広告に使用された。本屋内中央には円形の切符売場があったが、天井がドーム風に非常に高く建築されており、ひらかた大菊人形開催時には提灯風広告が吊るされるなど、ここでも各種広告が行われていた。この駅舎は太平洋戦争・大阪への空襲で全焼したが、戦後修復され京阪本線地下化まで使用された。

### 地下駅への移行と中間駅化
淀屋橋・天満橋駅間の延伸開業に伴い、1963年4月16日、地下駅に移行した。北側2線（1・2番線）が淀屋橋に通じ、南側2線（3・4番線）が行き止まり式（2・3番線と4番線のホームは車止め部分でつながった櫛形ホーム）という構成で、1番線が淀屋橋からの京都方面、2番線が淀屋橋行、3・4番線が当駅折り返しの京都方面という割り当てになっていた。当初は3・4番線から当駅始発列車が発車する際は下り本線との平面交差を余儀なくされたが、1970年11月1日に当駅と京橋駅の間が複々線化され、立体交差で発着できるようになった。なお、当駅始発・終着の定期列車の設定は平日・土曜の朝夕に限られ、日中や休日は3・4番線に入線する列車が無いため、試運転列車・臨時列車の折り返しや新車の試乗会の発着場などに使われることもあったが、通常は照明が広告を除いて落とされ薄暗い状況だった。

### 中之島線の分岐駅として
当駅から北側に分岐する形で中之島線の建設が決定すると、当駅のホームの形態を変更する必要に迫られた。その建設工事の進捗に伴い、南側2線の行き止まり部分が貫通式に変更された上で、2006年4月16日に淀屋橋方面へ通じる線路が南側2線に切り替わるとともに、北側2線は中之島線開業まで当駅折り返しの京都方面用として使われた。この時、土曜・休日を含めた日中に当駅折り返しの定期列車が設定された。中之島線の開業までは、1番線に発着する列車は午前中の一部列車のみで、折り返し列車のほとんどは2番線を使用していたが、2008年8月1日より中之島線での習熟運転が開始されたため、昼間時間帯を中心に当駅始発の一部列車が1番線に変更された。なお、非使用時に1番線は閉鎖されており、休日には全く使われない1番線を利用してラッピング車両などの展示が行われることもあった。
同年10月19日の中之島線開業とともに同線に出入りする列車が北側2線を使うようになった。同時に当駅折り返しの列車の設定は廃止されたが、一部の渡り線は非常用として存置されている。なお、同線開業前日の同年10月18日には、1000系1503Fを使用した出町柳発当駅行普通列車の先頭車前面左側に黄色地黒文字で「天満橋」と表記された行先表示板が掲出された。なお1503Fが充当された理由は、列車番号に「1503」の文字が入っていたためである。
なお、京阪では大阪における拠点駅であることを強調するために「大阪天満橋駅」と案内することがあったが、2003年秋のダイヤ改正以降「大阪天満橋」の呼称はあまり使われなくなった。定期の折り返し列車がなくなったこともあるため、淀屋橋駅とは異なりこの表記の復活はなされていない。また、到着前の車内放送で「OMMビル、松坂屋前」と案内されていた（地下鉄は「松坂屋前」のみ）。
地下化以来、駅ビルには松坂屋が入居していたが、2004年5月5日をもって閉店し、代わって京阪の子会社である京阪流通システムズが運営する「京阪シティモール」がオープンした。駅ビルは2012年1月20日に都市再生緊急整備地域の指定を受けたため、建て替えが検討されている。

## 年表
- 1910年（明治43年）4月15日：京阪電気鉄道京阪本線の大阪側の終着駅として開業。
- 1914年（大正3年）7月10日：寝屋川橋梁を上流に移動させ、新駅舎を新築竣工[8]。貨物扱いを開始。
- 1917年（大正6年）11月29日：ホーム改築[9]。
- 1920年（大正9年）10月19日：拡張工事竣工[10]。
- 1924年（大正13年）：寝屋川橋梁上に降車専用ホーム新設、乗降客が完全分離される[11]。
- 1932年（昭和7年）
  - 3月30日：3代目駅舎竣工[8]。
  - 9月7日：構内貨物積卸場竣工（6番線）[8]。
- 1933年（昭和8年）8月26日：京阪デパート天満橋店開店[12]。
- 1943年（昭和18年）10月1日：会社合併により京阪神急行電鉄の駅となる。
- 1945年（昭和20年）
  - 6月7日：空襲により当駅と天満橋運輸部事務所・同保線事務所が全焼、貨車1両焼失[13]。
  - 6月15日：空襲で駅構内に留置中の電車2両（304・305）が焼失[14]。
- 1946年（昭和21年）
  - 7月21日：戦災復旧工事完了[8]。
  - 8月1日：寝屋川橋梁上で800形807号が脱線事故、807号は後に廃車。
  - 9月30日：操車室復旧[8]。
- 1949年（昭和24年）12月1日：会社分離により京阪電気鉄道の駅となる。
- 1955年（昭和30年）6月25日：貨物扱い廃止。
- 1960年（昭和35年）11月28日：天満橋 - 淀屋橋間地下線延長工事・起工式。
- 1962年（昭和37年）
  - 5月17日：京阪新本社ビル竣工。
  - 12月22日：京阪初の自動券売機を設置、使用開始[15]。
- 1963年（昭和38年）4月16日：京阪駅地下化。淀屋橋駅への延長により中間駅に。併せて京阪天満橋地下センター営業開始。
- 1966年（昭和41年）9月26日：京阪天満橋地下センター食堂街新装開店。
- 1967年（昭和42年）3月24日：谷町線東梅田 - 谷町四丁目間開業と同時に地下鉄天満橋駅設置。
- 1968年（昭和43年）：「（新）天満橋変電所」が建設される[16]。
- 1969年（昭和44年）8月25日：大阪マーチャンダイズマートビル（OMMビル）開業。
- 1970年（昭和45年）11月1日：京阪（旧）蒲生信号所 - 天満橋駅間複々線化。
- 1971年（昭和46年）1月14日：「（旧）天満橋変電所」廃止[17]、同年「（新）天満橋変電所」増設工事竣工[18]。
- 1975年（昭和50年）5月17日：京阪駅に自動改札機設置[19]。
- 1979年（昭和54年）
  - 1月20日：京阪駅に点字運賃表設置[20]。
  - 3月10日：「ホテル京阪天満橋」が開業。
- 1980年（昭和55年）5月1日：朝夕のラッシュ時に禁煙タイム実施[21][22]。
- 1985年（昭和60年）4月22日：京阪天満橋駅構内1・2番線ホームで8両編成の運用開始。
- 1988年（昭和63年）
  - 9月1日：京阪天満橋駅構内で「終日禁煙」を実施[23]。
  - 12月21日：京阪天満橋駅構内3・4番線ホーム8両編成化対応工事竣工[24]。
- 1992年（平成4年）4月1日：京阪天満橋駅東口と1番ホーム間に車椅子対応エスカレーター設置[25]。
- 1994年（平成6年）
  - 4月1日：京阪天満橋駅東口と2・3番線ホーム間に身障者対応エレベーター設置[26]。
  - 11月1日：京阪駅事務所にコインFAXを設置[27]。
  - 12月15日：京阪天満橋東口トイレ改良工事竣工、多目的トイレ・オムツ交換台など設置[28]。
- 1995年（平成7年）
  - 4月1日：京阪天満橋駅東口から公道へのスロープ設置[29]。
  - 6月：京阪駅東口と地下鉄駅を結ぶエレベーター設置[30]。
- 1996年（平成8年）5月31日：京阪駅構内冷房化竣工、6月1日より使用開始[31]。
- 1998年（平成10年）7月21日：京阪駅ナカ商業施設「パナンテ京阪天満橋」営業開始[32]。
- 2004年（平成16年）
  - 4月13日：京阪駅構内に京都銀行のATM設置、運用開始[33]。
  - 11月25日：京阪シティモールの開店に先立ち、食品販売フロアー「DELISTA」オープン。
  - 12月：京阪駅東口と4番線ホーム間にエレベーター新設。多目的トイレにオストメイト用流し設置。
- 2005年（平成17年）5月27日：松坂屋跡に京阪シティモールを開店。
- 2006年（平成18年）4月16日：中之島線工事の進捗に伴い、京阪天満橋駅のホーム割り当てを変更。
- 2007年（平成19年）
  - 7月9日：自動定期券発行機を導入、定期券売り場を廃止[34]。
  - 7月20日：インフォーメーションセンター「けいはんインフォステーション」使用開始[35]。
- 2008年（平成20年）
  - 2月26日：機械式駐輪場「エコステーション21京阪天満橋南」営業開始[36]。
  - 3月21日：京阪駅ナカ商業施設「パナンテ京阪天満橋」リニューアル[37]。
  - 3月29日：京阪駅北側に八軒家浜船着場が開港[38]。京阪駅東口コンコースと1番ホーム間にエレベーターを新設[36]。
  - 10月19日：中之島線が開業し当駅に接続。
- 2009年（平成21年）
  - 8月1日：『「川の駅」はちけんや』営業開始[39]。
  - 9月：機械式駐輪場「エコステーション21京阪天満橋西」営業開始[40]。
- 2017年（平成29年）3月21日：京阪駅ナカ商業施設「パナンテ京阪天満橋」再リニューアル[41]。
- 2018年（平成30年）4月1日：大阪市交通局の民営化により、谷町線の駅は大阪市高速電気軌道 (Osaka Metro) の駅となる。
- 2024年（令和5年）12月13日：谷町線の駅で可動式ホーム柵の運用を開始[42]。

## 京阪電気鉄道
相対式ホームと島式ホームの複合型3面4線の地下駅。中央の2・3番線が島式になっている。ここから東側は、萱島駅・寝屋川信号所まで複々線区間となるが、当駅構内で上下一組となっている複々線は駅を出ると立体交差により方向別の複々線となる（下の配線図を参照）。西側は北寄りの2線（1・2番線）が中之島方面へ、南寄りの2線（3・4番線）が淀屋橋方面へそれぞれ複線で通じている。
駅は京阪シティモールのフロアーと直結しており、改札口とコンコースは地下1階、ホームは地下2階にある。改札口は東改札と西改札の2ヶ所あり、谷町線乗り換えの場合は東改札の方が近い。
2008年3月29日、隣接する大川に八軒家浜船着場が開設された。これに伴い、「水陸交通ターミナル」をコンセプトに、駅北側に八軒家浜船着場と直結するエントランス、地下ホームと地上部を結ぶエレベーター、インフォメーションセンターなどが設置された。また船着場の設置に先駆け、3月21日には駅ビル内の飲食店街「パナンテ京阪天満橋」が改装オープンしている。
4番ホームの淀屋橋側には、『先覚志茲成（せんかくのこころざしここになる）』の石碑が飾られている。これは元々地下トンネルのポータル上に飾られていたが、OMMビル竣工に伴いここに移設したものである。

### のりば

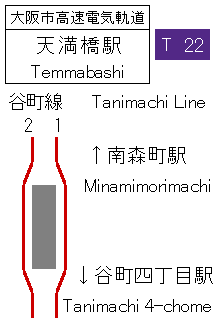
配線図

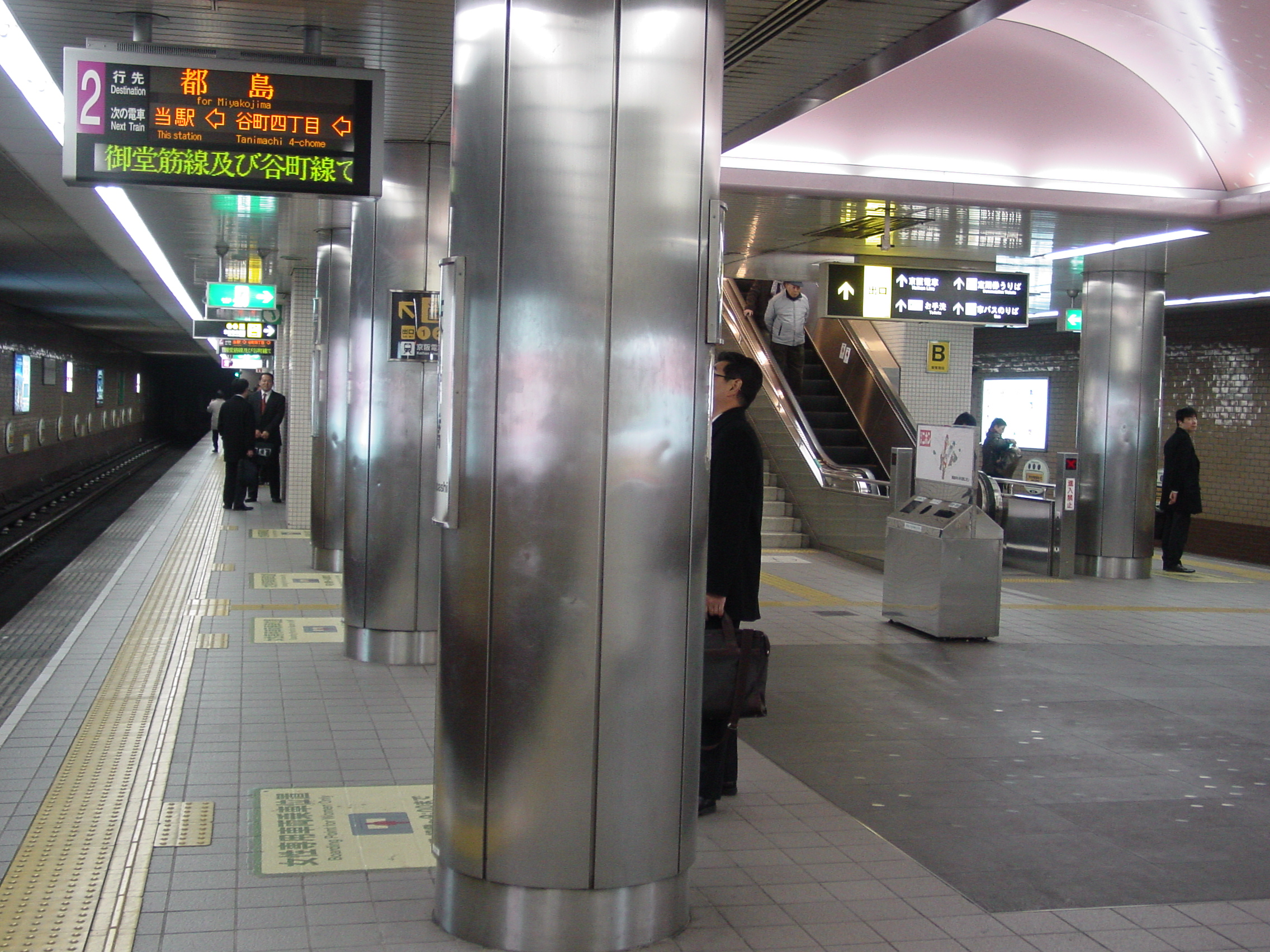
プラットホーム（ホーム柵設置前）

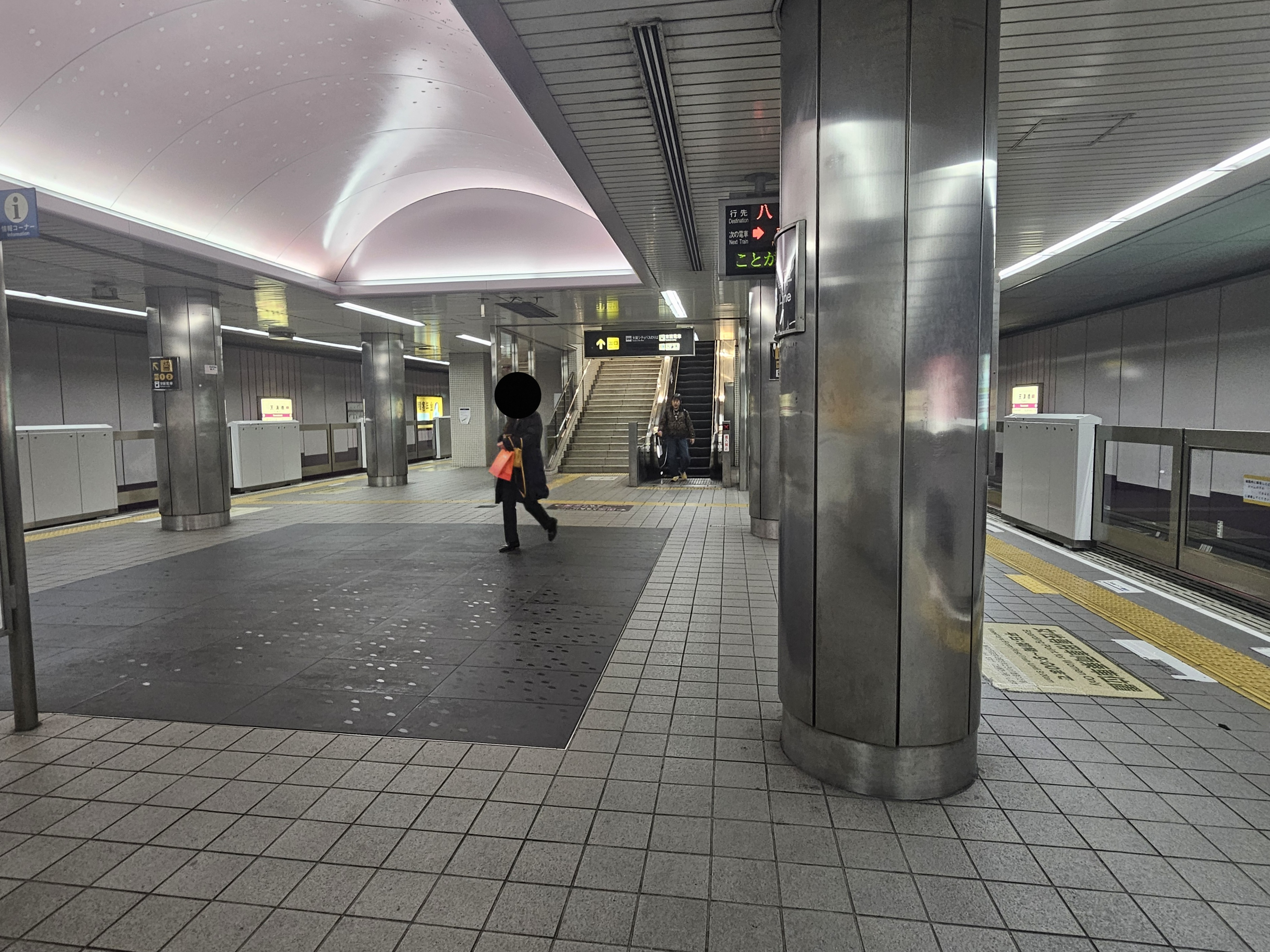
プラットホーム（ホーム柵設置後）

| 番線 | 路線      | 方向 | 行先             | 備考       |
| ---- | --------- | ---- | ---------------- | ---------- |
| 1    | ■京阪本線 | 上り | 三条・出町柳方面 | 中之島始発 |
| 2    | ■中之島線 | -    | 中之島方面       |            |
| 3    | ■京阪本線 | 上り | 三条・出町柳方面 | 淀屋橋始発 |
| 4    | ■京阪本線 | 下り | 淀屋橋方面       |            |

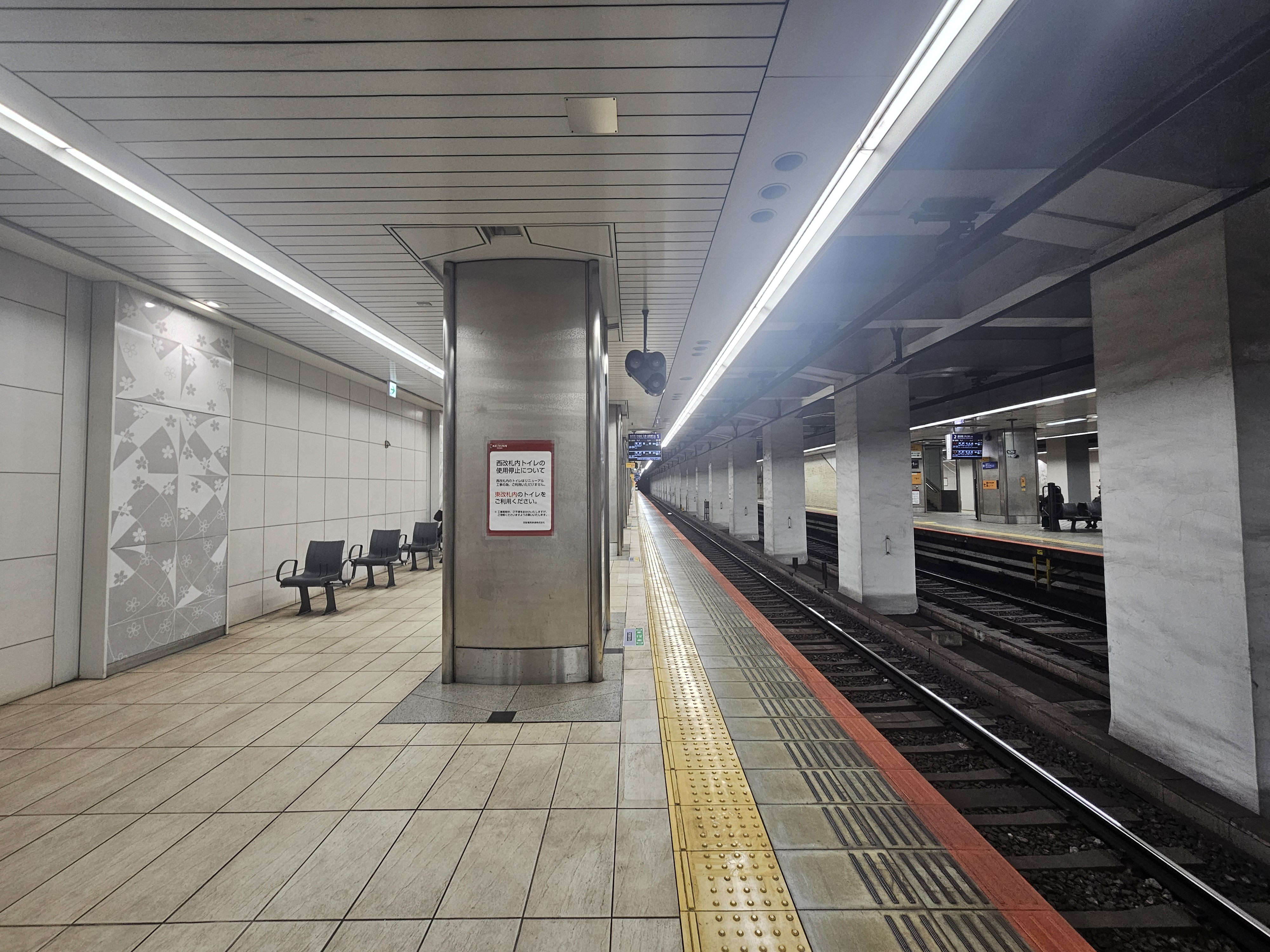
1番線プラットホーム（2025年3月）
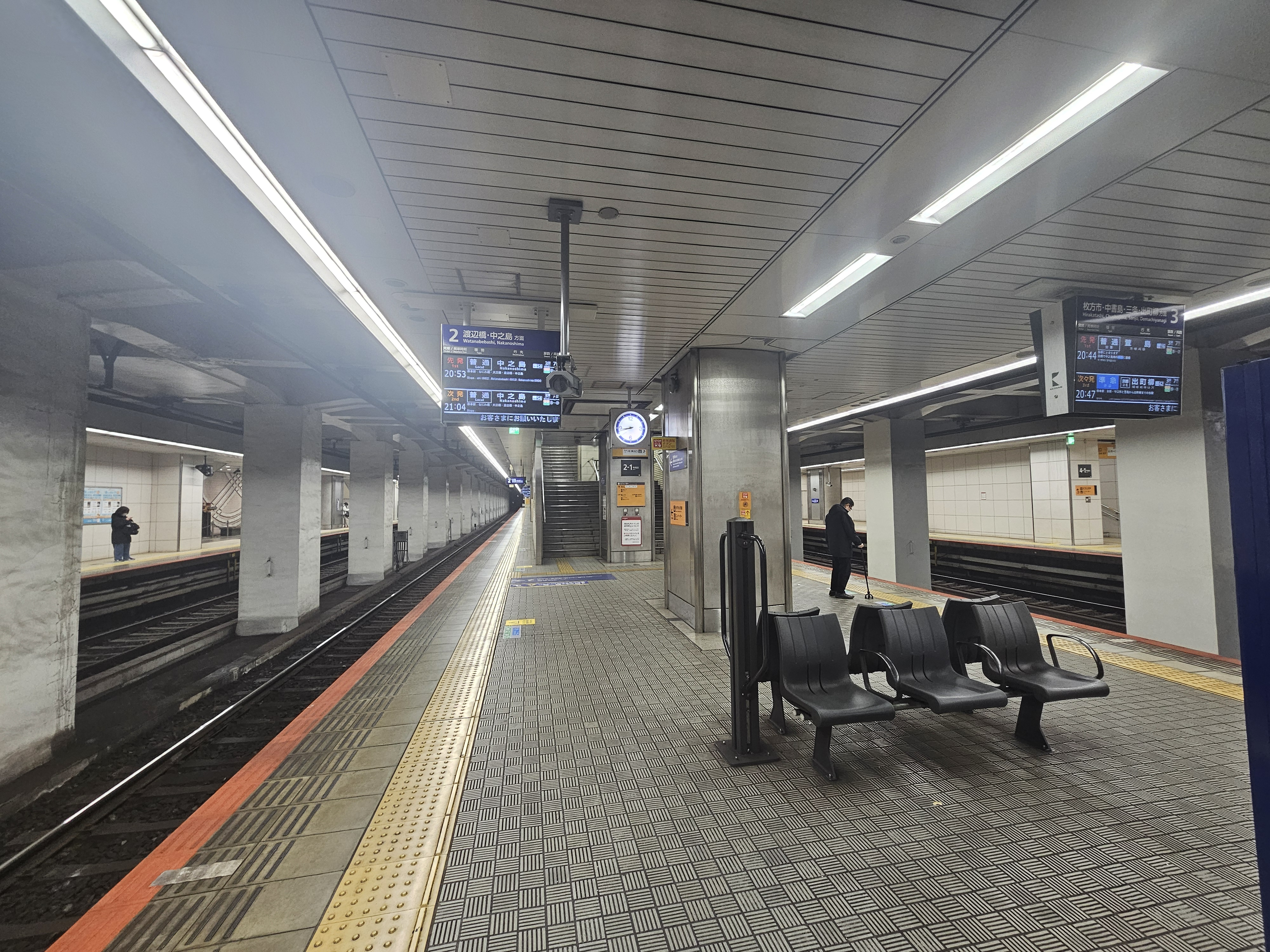
2、3番線プラットホーム（2025年3月）
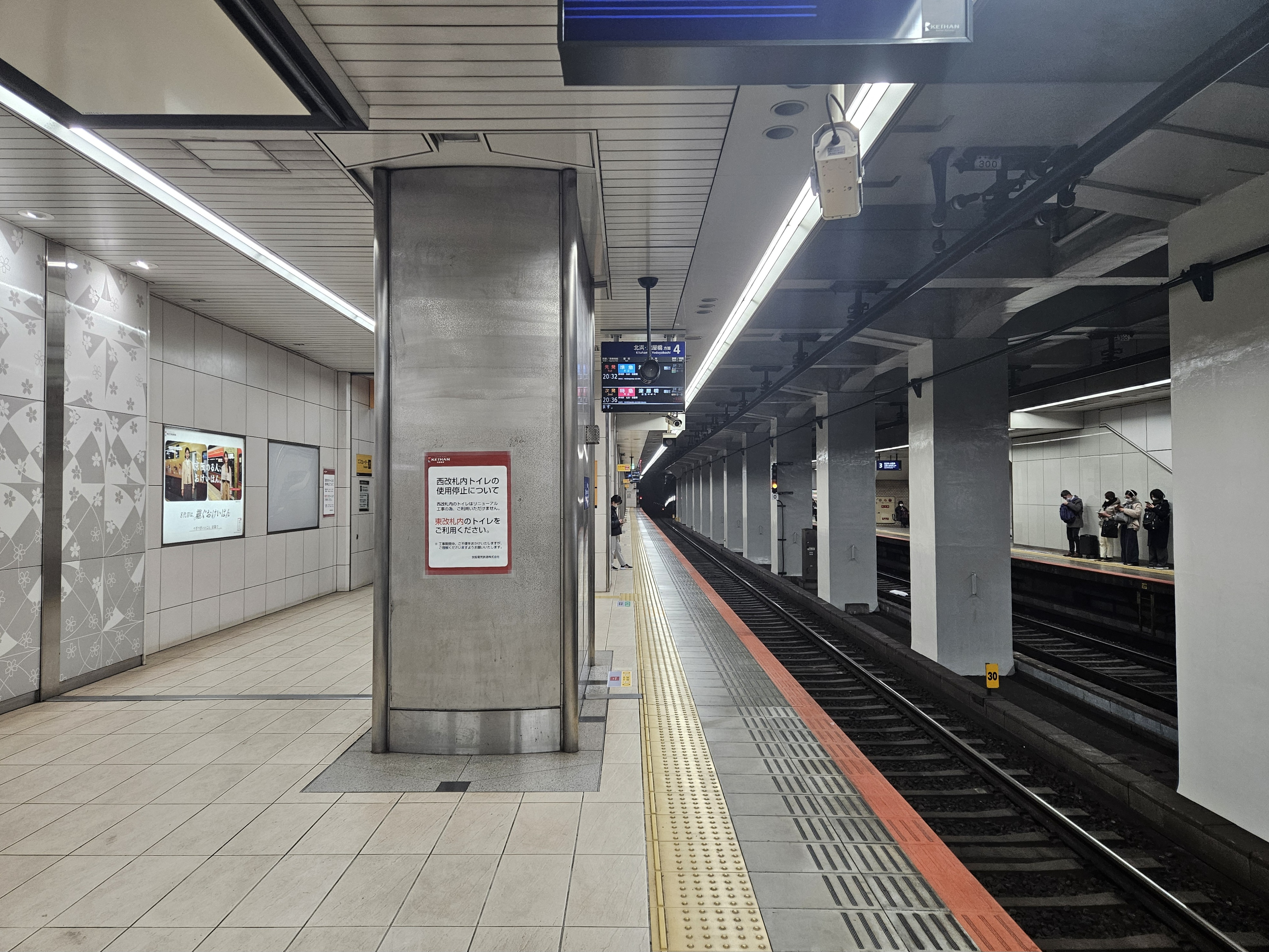
4番線プラットホーム（2025年3月）

### 配線図
| ← N：なにわ橋・中之島方面 Y：北浜・淀屋橋方面 ← | 京阪電気鉄道 天満橋－京橋駅間 鉄道配線略図 | → 枚方市・中書島 ・三条・出町柳 方面 |
| 凡例 出典:以下を参考に作成。 * 電気車研究会、『鉄道ピクトリアル』 第59巻第8号 通巻第822号 2009年8月 臨時増刊号、 「特集 - 京阪電気鉄道」、巻末折込「京阪電気鉄道線路配線略図」、2009.6.3現在 * 京阪電気鉄道公式ホームページ「おけいはん．ねっと」－ 構内図 － 天満橋駅 (PDF) 、京橋駅 (PDF) |                                            |                                      |

### 備考
1番ホームとコンコース改札内およびコンコース改札外と地上を結ぶ改札内外兼用のエレベーターが設けられており、コンコース階には改札内と改札外の両側にドアがある。ただし地上から1番ホームへは直通できないようになっており、地上からコンコースで切符を購入して改札を通過して改札内からエレベーターに乗らないとホーム階へは行けないようになっている。
発車メロディの導入駅であるが、下り列車は種別に関係なく、淀屋橋方面には特急用、中之島方面には一般種別用のメロディが流れる。なお、中之島線開業前までは特急用のメロディのみを使用していた。
淀屋橋延伸開業以降は、淀屋橋行きと区別するため天満橋行きの行先表示板は黄色いものを使用していた。

## 大阪市高速電気軌道 (Osaka Metro)
島式1面2線のホームを持つ地下駅。改札口は北改札と南改札の2ヶ所。京阪天満橋駅へは北改札の方が近い。南改札は地下1階、北改札は地下2階、ホームは地下3階にある。かつては出口専用改札が北側に存在した。
当駅は、東梅田管区駅に所属しており、駅長が配置され、当駅のみの単駅管理となっている。

### のりば
| 番線 | 路線   | 行先                   |
| ---- | ------ | ---------------------- |
| 1    | 谷町線 | 天王寺・八尾南方面     |
| 2    | 谷町線 | 東梅田・都島・大日方面 |

### 出口
| 出口番号 | 出口周辺                                                                                | 接続改札 | 備考             |
| -------- | --------------------------------------------------------------------------------------- | -------- | ---------------- |
| 1        | 大阪マーチャンダイズマートビル連絡通路・大手前病院 大阪歯科大学付属病院・ドーンセンター | 北改札   |                  |
| 2        | 京阪電車・エル・おおさか                                                                | 北改札   | エレベーターあり |
| 3        | 大阪府庁・大阪合同庁舎第1・3号館・大阪第2法務合同庁舎 大阪城・大手前病院                | 南改札   | エレベーターあり |
| 4        |                                                                                         | 南改札   |                  |

## 利用状況

### 京阪電気鉄道
2023年（令和5年）度の1日当たり利用者数は41,460人。京阪全線では京橋駅・淀屋橋駅・枚方市駅・樟葉駅・祇園四条駅・寝屋川市駅・香里園駅に次ぐ第8位。

#### 大阪府・大阪市の統計データ
大阪府統計年鑑では各年度の特定日の利用状況が、大阪市統計書では1日平均乗車人員がそれぞれ公表されている。下表を参照。
1992年頃の最ピーク時は1日平均乗降人員が9万人を越えていたが、その後は減少し、2004年度以降はコロナ禍前まで6万人程度で推移している。
| 年度               | 特定日利用状況 | 特定日利用状況 | 特定日利用状況 | 1日平均 乗車人員 | 出典          | 出典         |
| 年度               | 乗車人員       | 降車人員       | 乗降人員       | 1日平均 乗車人員 | 大阪府        | 大阪市       |
| ------------------ | -------------- | -------------- | -------------- | ---------------- | ------------- | ------------ |
| 1966年（昭和41年） | 40,869         | -              | -              | -                | [ 大阪府 1 ]  | -            |
| 1967年（昭和42年） | 39,779         | -              | -              | -                | [ 大阪府 2 ]  | -            |
| 1968年（昭和43年） | 41,720         | -              | -              | -                | [ 大阪府 3 ]  | -            |
| 1969年（昭和44年） | 48,563         | -              | -              | -                | [ 大阪府 4 ]  | -            |
| 1970年（昭和45年） | 44,643         | -              | -              | -                | [ 大阪府 5 ]  | -            |
| 1971年（昭和46年） | 43,464         | -              | -              | -                | [ 大阪府 6 ]  | -            |
| 1972年（昭和47年） | 43,265         | -              | -              | -                | [ 大阪府 7 ]  | -            |
| 1973年（昭和48年） | 42,055         | -              | -              | -                | [ 大阪府 8 ]  | -            |
| 1974年（昭和49年） | 45,529         | -              | -              | -                | [ 大阪府 9 ]  | -            |
| 1975年（昭和50年） | 43,575         | -              | -              | -                | [ 大阪府 10 ] | -            |
| 1976年（昭和51年） | 42,115         | -              | -              | -                | [ 大阪府 11 ] | -            |
| 1977年（昭和52年） | 39,313         | -              | -              | -                | [ 大阪府 12 ] | -            |
| 1978年（昭和53年） | 39,194         | -              | -              | -                | [ 大阪府 13 ] | -            |
| 1979年（昭和54年） | 39,620         | -              | -              | -                | [ 大阪府 14 ] | -            |
| 1980年（昭和55年） | 38,886         | -              | -              | -                | [ 大阪府 15 ] | -            |
| 1981年（昭和56年） | 42,279         | -              | -              | -                | [ 大阪府 16 ] | -            |
| 1982年（昭和57年） | 40,563         | 42,637         | 83,200         | -                | [ 大阪府 17 ] | -            |
| 1983年（昭和58年） | 43,231         | 45,471         | 88,702         | -                | [ 大阪府 18 ] | -            |
| 1984年（昭和59年） | 41,852         | 44,076         | 85,928         | -                | [ 大阪府 19 ] | -            |
| 1985年（昭和60年） | 40,475         | 43,152         | 83,627         | -                | [ 大阪府 20 ] | -            |
| 1986年（昭和61年） | 41,856         | 44,072         | 85,928         | -                | [ 大阪府 21 ] | -            |
| 1987年（昭和62年） | 43,088         | 45,260         | 88,348         | -                | [ 大阪府 22 ] | -            |
| 1988年（昭和63年） | 43,470         | 46,105         | 89,575         | -                | [ 大阪府 23 ] | -            |
| 1989年（平成元年） | 44,441         | 46,073         | 90,514         | -                | [ 大阪府 24 ] | -            |
| 1990年（平成02年） | 45,040         | 46,727         | 91,767         | -                | [ 大阪府 25 ] | -            |
| 1991年（平成03年） | -              | -              | -              | -                | [ 大阪府 26 ] | -            |
| 1992年（平成04年） | 45,393         | 47,750         | 93,143         | -                | [ 大阪府 27 ] | -            |
| 1993年（平成05年） | -              | -              | -              | -                | [ 大阪府 28 ] | -            |
| 1994年（平成06年） | -              | -              | -              | -                | [ 大阪府 29 ] | -            |
| 1995年（平成07年） | 42,054         | 44,876         | 86,930         | -                | [ 大阪府 30 ] | -            |
| 1996年（平成08年） | -              | -              | -              | -                | [ 大阪府 31 ] | -            |
| 1997年（平成09年） | -              | -              | -              | -                | [ 大阪府 32 ] | -            |
| 1998年（平成10年） | 36,165         | 38,178         | 74,343         | -                | [ 大阪府 33 ] | -            |
| 1999年（平成11年） | -              | -              | -              | -                | [ 大阪府 34 ] | -            |
| 2000年（平成12年） | 33,507         | 35,530         | 69,037         | -                | [ 大阪府 35 ] | -            |
| 2001年（平成13年） | -              | -              | -              | 35,066           | [ 大阪府 36 ] | [ 大阪市 1 ] |
| 2002年（平成14年） | 31,260         | 33,488         | 64,748         | 34,147           | [ 大阪府 37 ] | [ 大阪市 1 ] |
| 2003年（平成15年） | 31,591         | 33,296         | 64,887         | 32,574           | [ 大阪府 38 ] | [ 大阪市 1 ] |
| 2004年（平成16年） | 29,425         | 31,561         | 60,986         | 32,036           | [ 大阪府 39 ] | [ 大阪市 1 ] |
| 2005年（平成17年） | 29,614         | 31,563         | 61,177         | 32,017           | [ 大阪府 40 ] | [ 大阪市 1 ] |
| 2006年（平成18年） | 28,550         | 30,162         | 58,712         | 29,930           | [ 大阪府 41 ] | [ 大阪市 1 ] |
| 2007年（平成19年） | 29,010         | 30,154         | 59,164         | 29,544           | [ 大阪府 42 ] | [ 大阪市 1 ] |
| 2008年（平成20年） | 29,561         | 30,450         | 60,011         | 29,749           | [ 大阪府 43 ] | [ 大阪市 1 ] |
| 2009年（平成21年） | 29,442         | 30,550         | 59,992         | 29,108           | [ 大阪府 44 ] | [ 大阪市 1 ] |
| 2010年（平成22年） | 30,220         | 30,433         | 60,653         | 30,203           | [ 大阪府 45 ] | [ 大阪市 1 ] |
| 2011年（平成23年） | 28,270         | 30,144         | 58,414         | 30,678           | [ 大阪府 46 ] | [ 大阪市 1 ] |
| 2012年（平成24年） | 27,483         | 28,215         | 55,698         | 29,482           | [ 大阪府 47 ] | [ 大阪市 1 ] |
| 2013年（平成25年） | 27,444         | 28,503         | 55,947         | 28,736           | [ 大阪府 48 ] | [ 大阪市 1 ] |
| 2014年（平成26年） | 27,817         | 28,761         | 56,578         | 29,004           | [ 大阪府 49 ] | [ 大阪市 1 ] |
| 2015年（平成27年） | 28,366         | 29,263         | 57,629         | 29,239           | [ 大阪府 50 ] | [ 大阪市 1 ] |
| 2016年（平成28年） | 28,402         | 29,162         | 57,564         | 30,011           | [ 大阪府 51 ] | [ 大阪市 1 ] |
| 2017年（平成29年） | 28,532         | 29,425         | 57,957         | 31,254           | [ 大阪府 52 ] | [ 大阪市 1 ] |
| 2018年（平成30年） | 28,373         | 29,187         | 57,560         | 30,193           | [ 大阪府 53 ] | [ 大阪市 1 ] |
| 2019年（令和元年） | 28,847         | 29,501         | 58,348         | 30,063           | [ 大阪府 54 ] | [ 大阪市 2 ] |
| 2020年（令和02年） | 24,176         | 24,847         | 49,023         | 20,956           | [ 大阪府 55 ] | [ 大阪市 3 ] |
| 2021年（令和03年） | 23,460         | 23,953         | 47,413         | 23,541           | [ 大阪府 56 ] | [ 大阪市 4 ] |
| 2022年（令和04年） | 24,555         | 25,126         | 49,681         | 26,178           | [ 大阪府 57 ] | [ 大阪市 5 ] |
| 2023年（令和05年） | 25,143         | 25,881         | 51,024         | 27,469           | [ 大阪府 58 ] | [ 大阪市 6 ] |

### Osaka Metro
2024年11月12日の1日乗降人員は82,422人（乗車人員：41,925人、降車人員：40,497人）である。Osaka Metroの全107駅中第13位であり、谷町線が乗り入れる駅では天王寺駅・東梅田駅・谷町四丁目駅に次ぐ第4位。2017年の調査で谷町四丁目駅に抜かれ、以降は第3位から第4位となっている。
各年度の特定日における利用状況は下表の通りである。なお1969・1995年度の記録についてはそれぞれ1970・1996年に行われた調査であるが、会計年度上表中に記載の年度となる。
| 年度               | 調査日   | 乗車人員 | 降車人員 | 乗降人員 | 出典          | 出典          |
| 年度               | 調査日   | 乗車人員 | 降車人員 | 乗降人員 | メトロ        | 大阪府        |
| ------------------ | -------- | -------- | -------- | -------- | ------------- | ------------- |
| 1967年（昭和42年） | 11月14日 | 18,006   | 16,651   | 34,657   |               | [ 大阪府 2 ]  |
| 1968年（昭和43年） | 11月12日 | 24,522   | 19,488   | 44,010   |               | [ 大阪府 3 ]  |
| 1969年（昭和44年） | 01月27日 | 42,776   | 41,357   | 84,133   |               | [ 大阪府 4 ]  |
| 1970年（昭和45年） | 11月06日 | 50,267   | 47,149   | 97,416   |               | [ 大阪府 5 ]  |
| 1972年（昭和47年） | 11月14日 | 48,748   | 48,118   | 96,866   |               | [ 大阪府 7 ]  |
| 1975年（昭和50年） | 11月07日 | 51,127   | 49,913   | 101,040  |               | [ 大阪府 10 ] |
| 1977年（昭和52年） | 11月18日 | 49,275   | 48,700   | 97,975   |               | [ 大阪府 12 ] |
| 1981年（昭和56年） | 11月10日 | 56,626   | 56,711   | 113,337  |               | [ 大阪府 16 ] |
| 1985年（昭和60年） | 11月12日 | 53,122   | 53,133   | 106,255  |               | [ 大阪府 20 ] |
| 1987年（昭和62年） | 11月10日 | 57,669   | 56,843   | 114,512  |               | [ 大阪府 22 ] |
| 1990年（平成02年） | 11月06日 | 59,264   | 57,723   | 116,987  |               | [ 大阪府 25 ] |
| 1995年（平成07年） | 02月15日 | 53,842   | 52,749   | 106,591  |               | [ 大阪府 30 ] |
| 1998年（平成10年） | 11月10日 | 48,865   | 49,194   | 98,059   |               | [ 大阪府 33 ] |
| 2007年（平成19年） | 11月13日 | 45,688   | 45,345   | 91,033   |               | [ 大阪府 42 ] |
| 2008年（平成20年） | 11月11日 | 45,646   | 44,807   | 90,453   |               | [ 大阪府 43 ] |
| 2009年（平成21年） | 11月10日 | 45,906   | 45,288   | 91,194   |               | [ 大阪府 44 ] |
| 2010年（平成22年） | 11月09日 | 44,701   | 43,980   | 88,681   |               | [ 大阪府 45 ] |
| 2011年（平成23年） | 11月08日 | 42,934   | 42,381   | 85,315   |               | [ 大阪府 46 ] |
| 2012年（平成24年） | 11月13日 | 43,403   | 42,938   | 86,341   |               | [ 大阪府 47 ] |
| 2013年（平成25年） | 11月19日 | 43,062   | 42,451   | 85,513   | [ メトロ 1 ]  | [ 大阪府 48 ] |
| 2014年（平成26年） | 11月11日 | 44,340   | 43,455   | 87,795   | [ メトロ 2 ]  | [ 大阪府 49 ] |
| 2015年（平成27年） | 11月17日 | 46,120   | 45,399   | 91,519   | [ メトロ 3 ]  | [ 大阪府 50 ] |
| 2016年（平成28年） | 11月08日 | 45,429   | 45,017   | 90,446   | [ メトロ 4 ]  | [ 大阪府 51 ] |
| 2017年（平成29年） | 11月14日 | 45,919   | 44,922   | 90,841   | [ メトロ 5 ]  | [ 大阪府 52 ] |
| 2018年（平成30年） | 11月13日 | 46,089   | 44,845   | 90,934   | [ メトロ 6 ]  | [ 大阪府 53 ] |
| 2019年（令和元年） | 11月12日 | 44,768   | 43,517   | 88,285   | [ メトロ 7 ]  | [ 大阪府 54 ] |
| 2020年（令和02年） | 11月10日 | 38,039   | 37,170   | 75,209   | [ メトロ 8 ]  | [ 大阪府 55 ] |
| 2021年（令和03年） | 11月16日 | 38,461   | 37,662   | 76,123   | [ メトロ 9 ]  | [ 大阪府 56 ] |
| 2022年（令和04年） | 11月15日 | 40,018   | 39,032   | 79,050   | [ メトロ 10 ] | [ 大阪府 57 ] |
| 2023年（令和05年） | 11月07日 | 41,300   | 39,839   | 81,139   | [ メトロ 11 ] | [ 大阪府 58 ] |
| 2024年（令和06年） | 11月12日 | 41,925   | 40,497   | 82,422   | [ メトロ 12 ] |               |

## 駅周辺
駅北側を大川が流れ、駅名の由来となった天満橋が架かる。
京阪天満橋駅ビルは京阪シティモール（エディオンなどが入居）と大阪キャッスルホテルで構成されている。
谷町筋以東は大手前の官庁街となっている。大坂城の最寄駅のひとつで、最寄の虎口は京橋口となるが、Osaka Metroの南改札は大手口にも近接している。

### 公的機関
- 大阪府庁 - 大阪府議会
- 大阪合同庁舎第1号館、第3号館 - 大阪法務局（第3号館）
- 大阪府立労働センター - 大阪産業労働資料館
- 造幣局 - 造幣博物館

### 教育機関
- 追手門学院小学校
- 追手門学院大手前中学校・高等学校
- 大阪市立中央高等学校
- 関西美容専門学校
- 大阪保健医療大学
- 大阪工業技術専門学校
- 大阪リハビリテーション専門学校
- 大手前栄養学院専門学校・大手前製菓学院専門学校
- 大阪府立大手前高等学校

### 施設
- ドーンセンター
- 大手前病院
- 大阪赤十字会館
- 南天満公園・桜之宮公園
- 大阪歯科大学天満橋学舎・附属病院
- 國民會館
- 『「川の駅」はちけんや』
  - 八軒家船着場跡
- ホテル京阪 天満橋
- ホテル京阪 天満橋駅前
- 北大江公園
- 中大江公園

### 企業および法人
- OMMビル - 天満橋駅と連絡通路で直結
  - 京阪電気鉄道本社
  - ダイコロ本社
  - 東天紅
  - 関西医科大学天満橋総合クリニック
- ダブルツリーbyヒルトン大阪城
  - テレビ大阪本社・放送センター
- 日本郵政グループ大阪ビル
  - 北浜東郵便局
  - かんぽ生命大阪支店
- 大林組本店（大阪大林ビル）
- カプコン本社
- 象印マホービン本社
- 樋屋製薬・樋屋奇応丸本社
- アンツ・コンセプト

## バス路線
大阪シティバスが乗り入れており、大阪駅前（梅田駅）、あべの橋（天王寺駅）、なんば（難波駅）に次ぐ大阪シティバスの4番目の都心バスターミナルの役割を果たしている（操車場も兼ねている）。停留所名は「天満橋」で、「京阪前」の副名称がある。
京阪シティモール北側に1・2・3番、南側に4・5番のりばが、東側に当駅終着の系統が使用するおりばがある。6番のりばのみシティモールからは大きく離れた天満橋交差点の南東に位置する。3番のりばからは関西国際空港行きのリムジンバスが発着。
かつては近鉄バスの路線も乗り入れていた。
| のりば | 系統 | 行先             | 担当         |
| ------ | ---- | ---------------- | ------------ |
| 1      | 10   | 守口車庫前       | 守口・井高野 |
| 2      | 21   | 地下鉄深江橋     | 守口         |
| 2      | 46   | 焼野             | 守口         |
| 4      | 31   | 花博記念公園北口 | 守口         |
| 5      | 62   | 住吉車庫前       | 住吉         |
| 6      | 62   | 大阪駅前         | 住吉         |

## 隣の駅
京阪電気鉄道
京阪本線（淀屋橋 - 京橋間は種別を問わず各駅に停車）
■快速特急「洛楽」・□ライナー・■特急・■通勤快急・■快速急行・■急行・■通勤準急・■準急・■区間急行・■普通
北浜駅 (KH02) - 天満橋駅 (KH03) - 京橋駅 (KH04)
- 通勤快急・通勤準急は平日下りのみ、ライナーは平日のみ運転。

中之島線（中之島 - 京橋間は種別を問わず各駅に停車）
■通勤快急・■快速急行・■通勤準急・■準急・■区間急行・■普通
なにわ橋駅 (KH51) - 天満橋駅 (KH03) - 京橋駅（京阪本線）(KH04)
- 土休日の中之島線は普通、区間急行と準急（下りのみ）のみ運転

大阪市高速電気軌道 (Osaka Metro)
 谷町線
南森町駅 (T21) - 天満橋駅 (T22) - 谷町四丁目駅 (T23)
- ( ) 内は駅番号を示す。

### 記事本文